# Círculos de sostenibilidad
Círculos de Sostenibilidad es un método para comprender y evaluar la sostenibilidad para la gestión de proyectos dirigidos hacia resultados social y ambientalmente sostenibles. Se tiene la intención de manejar problemas aparentemente sin solución, tal como se indica en los debates de desarrollo sostenible. El método se utiliza sobre todo para entornos urbanos.
El método Círculos de Sostenibilidad y su tratamiento de diversos dominios (ecología, economía, política y cultura), proporciona una dimensión empírica basada en un enfoque llamado teoría comprometida. El desarrollo del método de Círculos de Sostenibilidad es parte de un concepto más amplio denominado Círculos de la Vida Social, basados en los mismos dominios para analizar cuestiones de resiliencia, adaptación, seguridad y reconciliación. También se emplea con relación a temáticas tales como “Círculos de Bienestar Infantil” (con Visión Mundial).
La justificación de este nuevo método es claro. Como se desprende de Río+20 y el Foro Mundial del Hábitat Urbano de las Naciones Unidas en Nápoles (2012) y Medellín (2014), la evaluación de la sostenibilidad está en la agenda global. Sin embargo, el más complejo de los problemas, las herramientas menos útiles de evaluación de sostenibilidad actuales parecen ser para la evaluación a través de diferentes dominios: economía, ecología, política y  cultura. Por ejemplo, el sistema de Triple Resultado tiende a tomar la economía como su principal punto de enfoque con el dominio del medio ambiente como la externalidad clave. En segundo lugar, la base cuantitativa unidimensional de muchos de estos métodos significa que tienen una compra limitada en temas cualitativos complejos. En tercer lugar, el tamaño, el alcance y el gran número de indicadores incluidos en muchos de estos métodos significa que a menudo son difíciles de manejar y se resisten a la aplicación efectiva. En cuarto lugar, el enfoque restringido de conjuntos de indicadores actuales significa que no trabajan en diferentes entornos de corporaciones organizacionales y sociales, y otras instituciones, ciudades y comunidades. La mayoría de los enfoques de indicadores, como el Global Reporting Initiative o ISO14031, se han limitado a las grandes organizaciones corporativas con los límites legales y económicos fácilmente definibles. Círculos de Sostenibilidad fue desarrollado para responder a esas limitaciones.

## Historia
El método se inició por una insatisfacción fundamental en los enfoques de sostenibilidad y desarrollo sostenible que tratan la economía como núcleo y la naturaleza como algo externo. Dos acontecimientos concurrentes dieron un empujón: un gran proyecto en Porto Alegre y un ensayo de las Naciones Unidas llamado “Contabilidad para la Sostenibilidad, Documento Informativo, No. 1, 2008”. Los investigadores desarrollaron un método y un conjunto integrado de herramientas para la evaluación y seguimiento de los problemas de la sostenibilidad, al tiempo que proporciona una guía para el desarrollo del proyecto. A continuación, el método se perfeccionó aún más a través de proyectos en Melbourne y Milwaukee y de un proyecto interdisciplinario ARC-financiado que se asoció con varias organizaciones, entre ellas Microsoft Australia, Fuji Xerox Australia, la ciudad de Melbourne, Visión Mundial, ONU-Hábitat y más crucialmente, Metrópolis. Una refinación adicional del índice cuadrante ecológico está en marcha en Canadá. El proyecto canadiense es importante porque permite que se esté desarrollando un índice constante de las medidas y las puntuaciones de las huellas ecológicas que las ciudades tienen en sus ecosistemas circundantes.

## Uso del método
El método es utilizado por una serie de organizaciones mundiales como el Programa de Ciudades de Pacto Global, La Asociación Mundial de las Grandes Metrópolis, y World Vision para apoyar su participación en las ciudades. También es usado por ciudades de todo el mundo con distintas formas de gestión en grandes proyectos o para proporcionar información sobre sus perfiles de sostenibilidad (por ejemplo, Hyderabad, Johannesburgo, Melbourne, Nueva Delhi, São Paulo y Teherán). Es un procedimiento para entender el planeamiento urbanístico, así como para conducir análisis de sostenibilidad y perfilar el desarrollo sostenible.

### Programa de Pacto Global de Ciudades
La metodología se pone a disposición por el Programa de Pacto Global de Ciudades de la ONU por su compromiso con sus más de 80 ciudades firmantes. En particular, algunas de las 14 Ciudades Innovadoras en el programa han influido en el desarrollo de los métodos de Círculos de Sostenibilidad a través de su gestión de grandes proyectos, algunos de ellos con intensidad y otros como una característica de fondo. Utilizan un enfoque intersectorial e integral para el desarrollo de una respuesta a los problemas aparentemente autodefinidos como irreparables.

#### Porto Alegre, proyecto Vila Chocolatão
El proyecto Vila Chocolatão hace referencia al reasentamiento de 2011 de, aproximadamente, 1.000 residentes del centro de la ciudad de Vila Chocolatão, un barrio pobre de Porto Alegre, Brasil. El proyecto de reasentamiento de Vila Chocolatão se inició en 2000 en respuesta a un desalojo inminente de la comunidad, con los miembros de la comunidad en busca de recursos y apoyo para reubicarse a través del renombrado sistema de presupuesto participativo de Porto Alegre. La larga preparación para reasentar fue dirigida por un grupo de la red intersectorial local, La Red de Sostenibilidad de Vila Chocolatão. El grupo fue instigado inicialmente por el Tribunal Regional, TRF4 y consistió en la Asociación de Residentes de Vila Chocolatão, los departamentos gubernamentales locales, agencias federales, organizaciones no gubernamentales y el sector empresarial. El proyecto fue apoyado por la ciudad de Porto Alegre a través del Esquema de Gobernanza Solidaria Local del municipio. En 2006, el proyecto de reasentamiento Vila Chocolatão fue reconocido como un proyecto piloto para, los entonces nuevos, modelos intersectoriales Ciudades Programa con el Ayuntamiento, montando un Grupo de Referencia Crítica para identificar problemas críticos y hallar soluciones comunes a los problemas involucrados en el reasentamiento. 
Este plan colaborativo, de muchos años, ha tenido éxito en el realojamiento de toda una comunidad de habitantes de barrios marginales, y también ha efectuado una reestructuración de cómo la ciudad se acerca a los barrios marginales. El proyecto aseguró una sostenibilidad integrada en la reubicación a través de cambios, tales como la creación de depósitos de reciclaje junto a los barrios marginales existentes y el desarrollo de una planta de clasificación de reciclaje formal en el nuevo sitio, Residencial Nova Chocolatão, vinculada al proceso de recolección de basura de la ciudad (un ejemplo de la vinculación de los subdominios de “emisiones y los residuos” y “organización y gobernanza”); y el establecimiento de un centro de infancia con todos los recursos en la nueva comunidad. El grupo Red de Sostenibilidad de Vila Chocolatão continúa conociendo y trabajando con la comunidad después del reasentamiento. Este modelo de red liderada por ahora está siendo utilizado por la ciudad de Porto Alegre con otros asentamientos informales.

#### Milwaukee, proyecto de sostenibilidad del agua
En 2009, Milwaukee, Wisconsin, Estados Unidos de América, quiso abordar la cuestión de la calidad del agua en la ciudad. La metodología de Círculos de Sostenibilidad se convirtió en la base para un proyecto integrado de la ciudad. En el período de la aplicación del método (2009-presente) se ha producido un redescubrimiento del valor del agua desde una perspectiva más amplia que la industria y la comunidad.
En 2011, Milwaukee ganó el Premio de Agua de Estados Unidos, propuesto por Agua Limpia América Alliance, así como un premio del programa Mejores Ciudades de IBM por valor de $500.000. La comunidad también ha atraído a algunos innovadores líderes en el tratamiento del agua y está estableciendo una escuela de posgrado de Ciencias de Agua Dulce en la Universidad de Wisconsin-Milwaukee.

### Metrópolis (Asociación Mundial de las Grandes Metrópolis)
La metodología fue empleada por primera vez por Metrópolis para Comisión 2, 2012, Gestión del Crecimiento Urbano. A esta Comisión, que se reunió a lo largo del período 2009-2011, se le pidió hacer recomendaciones para el uso de 120 ciudades miembros de Metrópolis sobre el tema de la gestión del crecimiento. El Informe de la Comisión mediante la metodología de Círculos de Sostenibilidad se publicó en la web en tres idiomas—inglés, francés y español— y es utilizado por las ciudades miembros como una guía práctica.
En 2011, el equipo de investigación fue invitado por Metrópolis para trabajar con el Gobierno de Victoria y el Programa de Ciudades en una de sus principales iniciativas. La metodología es fundamental para el enfoque usado por la “Iniciativa de Planificación estratégica integrada y alianzas público-privadas” organizado por Metrópolis 2012-2013 para las ciudades de la India, Brasil e Irán. Se realizó un taller en Nueva Delhi, 26-27 de julio de 2012, y los planificadores de alto nivel de Nueva Delhi, Hyderabad y Calcuta utilizaron dos de las herramientas de evaluación en los Círculos de Sostenibilidad para trazar la sostenibilidad de sus ciudades como parte de su desarrollo de planes urbano-regionales. Otras ciudades que han empleado las mismas herramientas han sido Teherán (en relación con su plan de mega-proyectos) y São Paulo (en relación con su plan de macro-metropolitana).
Desde 2012, el Programa de Ciudades y Metrópolis han trabajado juntos para refinar el método de “Círculos de Sostenibilidad” para utilizar en sus respectivas ciudades miembros. Un grupo de trabajo de Metrópolis fue acusado de seguir desarrollando el método.

### The Economist
En 2011, The Economist invitó a Paul James (Director del Programa de Pacto Global de Ciudades de la ONU) y a Chetan Vedya (Director del Instituto Nacional de Asuntos Urbanos, India) a un debate en torno a la cuestión de la sostenibilidad urbana y al crecimiento metropolitano. Recibiendo más de 200 cartas al editor en respuesta directa, así como numerosas citas vinculadas en otros sitios web.

### World Vision
En 2011, reconociendo lo mucho que los procesos de urbanización y globalización están cambiando el panorama de la pobreza, World Vision decidió cambiar su orientación hacia los entornos urbanos. Anteriormente, el 80 por ciento de sus proyectos habían sido en pequeñas comunidades rurales. El método de Círculos de Sostenibilidad ahora sustenta que los estudios experimentales y de reorientación se están realizando en la India, Sudáfrica, Líbano, Indonesia y otros lugares para perfeccionar la metodología para la entrega de ayuda en entornos urbanos complejos.

## Dominios y subdominios
El enfoque de Círculos de Sostenibilidad es explícitamente crítico de otros modelos de dominio, como el triple resultado que trata la economía como si está fuera la realidad social, o que tratan el medio ambiente como algo externo. Se utiliza un modelo de cuatro dominios - economía, ecología, política y cultura. En cada uno de estos dominios hay 7 subdominios.

### Economía
El dominio económico se define como las prácticas y los significados asociados a la producción, uso y gestión de los recursos, en donde se emplea el concepto de “recursos” en el sentido más amplio de la palabra.
1. Producción y dotación de recursos.
2. Intercambio y transferencia.
3. Contabilidad y regulación.
4. Consumo y uso.
5. Trabajo y bienestar.
6. Tecnología e infraestructura.
7. Patrimonio y distribución.

### Ecología
El dominio ecológico se define como las prácticas y significados que se dan a través de la intersección entre lo social y los reinos naturales, centrándose en la importante dimensión del compromiso humano con y dentro de la naturaleza, pero también incluye el entorno construido.
1. Materiales y energía.
2. Agua y aire.
3. Flora y fauna.
4. Hábitat y asentamientos.
5. Forma de construcción y transporte.
6. Forma de realización y sustento.
7. Emisiones y residuos.

### Política
La política se define como las prácticas y los significados asociados a cuestiones básicas de poder social, como la organización, la autorización, la legitimación y la regulación. Los parámetros de esta área se extienden más allá del sentido convencional de la política para incluir, no solo las cuestiones de gobernanza pública y privada, sino más ampliamente las relaciones sociales en general.
1. Organización y gobierno.
2. Ley y justicia.
3. Comunicación y crítica.
4. Representación y negociación.
5. Seguridad y concordia.
6. Diálogo y reconciliación.
7. Ética y responsabilidad.

### Cultura
El ámbito cultural se define como las prácticas, discursos y expresiones materiales, que, con el tiempo, expresan continuidades y discontinuidades de significado social.
1. Identidad y compromiso.
2. Creatividad y recreación.
3. Memoria y proyección.
4. Creencias e ideas.
5. Género y generaciones.
6. Consulta y aprendizaje.
7. Bienestar y salud.

### Críticas
El método Círculos de Sostenibilidad ha tenido su prueba operacional primaria en las ciudades, municipios y organizaciones no gubernamentales internacionales, y aparte de ser utilizado para desarrollar el proceso de materialidad para FujiXerox, no parece ser utilizado por cualquier empresa[cita requerida]. Mientras que el método incluye un proceso relativamente simple de autoevaluación, las versiones anteriores del método de Círculos de Sostenibilidad han sido criticadas por requerir compromiso sustancial de tiempo y experiencia[cita requerida].